# Fiqri Dine
Fiqri Dine (Debar, 5 maggio 1897 – Bruxelles, 26 novembre 1960) è stato un militare e politico albanese.
Fu un colonnello e Primo Ministro dell'Albania occupata dalla Germania nazista. Fu capo del clan Dine dal Debar.